# Les Sablons
Les Sablons – czwarta stacja linii nr 1 w Paryżu. Stacja znajduje się w gminie  Neuilly-sur-Seine. Została otwarta 29 kwietnia 1937 r. Na stacji znajdują się tablice z inną nazwą stacji "Jardin d'Acclimatation" ze względu na znajdujące się w pobliżu ogrody.